# Peritheates turrifer
Peritheates turrifer är en tvåvingeart som beskrevs av Lamb 1913. Peritheates turrifer ingår i släktet Peritheates och familjen Blephariceridae. Inga underarter finns listade i Catalogue of Life.